# Sasha Samsonova
Sasha Samsonova est une photographe, directrice artistique et vidéaste ukrainienne.

## Biographie
Sasha Samsonova s’intéresse tout d’abord à la danse de salon professionnelle. Elle se consacre ensuite à la photographie en étudiant les travaux d’Helmut Newton et de Richard Avedon, et notamment les processus de mise en avant des d'icônes. À dix-sept ans, elle réalise ses premiers clichés pour le magazine Harper's Bazaar. En 2013, elle déménage à Los Angeles.

## Carrière professionnelle
Les différents projets de Sasha Samsonova couvrent les domaines de l'art, de la mode et de la publicité. Son esthétique est principalement sulfureuse, sensuelle et élégante. La photographe aime repousser les limites de la féminité[pas clair]. Elle collabore avec des marques et des éditoriaux tels que Kylie Cosmetics, Fear of God, Google, Revlon, Vogue, Elle, Harper's Bazaar ou encore L'Officiel,.
Sasha Samsonova réalise également des vidéos musicales pour des artistes comme Pink, DJ Cassidy, Ciara ou Gallant.